# 1087
El 1087 (MLXXXVII) fou un any comú començat en divendres.

## Esdeveniments
- Gran incendi a Londres.[1]
- Destrucció del temple d'Uppsala.[2]

## Necrològiques
- 9 de setembre: Guillem el Conqueridor.[3]